# Леандр
Леандр (грец. Λέανδρος, Leandros) — юнак з міста Абідос у Троаді, який закохався в жрицю Афродіти Геро, що жила на протилежному березі Геллеспонту. Леандр щоночі перепливав Геллеспонт, щоб зустрітися з коханою. Геро запалювала на вежі маяк і освітлювала протоку, коли юнак плив до неї. Однієї ночі під час бурі маяк не засвітився і Леандр загинув, тіло його викинули на берег морські хвилі. Геро кинулася з вежі маяка в море.
Сюжет міфа використали в своїх творах Мусей та Овідій. Існує драма Ф. Грільпарцера «Хвилі моря і любові» (український переклад П. Карманського).